# Trisetum distichophyllum
Trisetum distichophyllum är en gräsart som först beskrevs av Dominique Villars, och fick sitt nu gällande namn av Ambroise Marie François Joseph Palisot de Beauvois. Trisetum distichophyllum ingår i släktet glanshavren, och familjen gräs. Inga underarter finns listade i Catalogue of Life.